# Fältveterinärkåren
Fältveterinärkåren bildades 1887 av svenska arméns alla veterinärer vilka tidigare sammanfattats under den gemensamma benämningen Veterinärstaten.
Kåren upphörde 1969 när den sammanslogs med Fältläkarkåren, Marinläkarkåren och Flygvapnets läkarpersonal till Försvarets medicinalkår.

## Organisation
Vid 1950 års ingång utgjordes den aktiva personalen enligt stat för fältveterinärkåren av 1 överfältveterinär, 7 fältveterinärer, 8 regementsveterinärer och 15 bataljonsveterinärer. 

## Chefer
- 1887–1908: ???
- 1908–1921: Peter Schmidt
- 1921–1931: Johan Hederstedt
- 1931–1945: Axel Morén
- 1945–1957: Erik Liljefors
- 1957–1969: Gunnar Krantz